# Universitat Emory
La Universitat Emory (en anglès Emory University) és una universitat d'investigació privada a l'àrea metropolitana d'Atlanta, ubicat a la secció Druid Hills del Comtat de DeKalb, Geòrgia, Estats Units. La universitat va ser fundada com Emory College el 1836 a Oxford, Geòrgia, per l'Església Metodista Episcopal i va ser nomenada en honor del bisbe metodista John Emory. El 1915, el col·legi es va traslladar a l'àrea metropolitana d'Atlanta i es va prendre el nom actual, d'Universitat Emory. La universitat és la segona més antiga institució privada d'educació superior a Geòrgia i entre les cinquanta universitats privades més antigues dels Estats Units.